# Monika Maron
Monika Maron (ur. 3 czerwca 1941 w Berlinie) – niemiecka pisarka, która w latach 1951–1988 mieszkała w NRD. 

## Życiorys i twórczość
Monika Eva Maron (nazwisko rodowe: Iglarz) urodziła się 3 czerwca 1941 w Berlinie. Wychowywana była przez matkę Helenę. Dziadek Paweł Iglarz był konwertowanym Żydem, który został deportowany i zamordowany w 1942 roku w bełchatowskim getcie (w ówczesnym Warthegau). Maron poświęca dziadkowi wspomnienia Pawels Briefe (Listy Pawła). Jej ojciec Walter nie mógł poślubić matki Maron, która była w połowie Żydówką, z powodu zakazów ustanowionych w norymberskich ustawach rasowych.
Jej matka Helene Iglarz rozstała się z biologicznym ojcem Moniki i wyszła za mąż w 1955 roku za urzędnika SED i późniejszego Ministra Spraw Wewnętrznych NRD Karla Marona. Rodzina przeniosła się do Berlina Wschodniego, a Monika przyjęła nazwisko ojczyma. Po maturze Monika Maron przez rok pracowała w fabryce samolotów w Dreźnie. Później studiowała teatrologię i pracowała jako aspirantka naukowa w Szkole Teatralnej w Berlinie. Przez dwa lata próbowała swoich sił jako asystentka reżysera w telewizji. Monika Maron sprawdziła się również jako dziennikarka dwóch kobiecych czasopism Für Dich i die Wochenpost.
Od 1976 pracowała jako niezależna pisarka w Berlinie Wschodnim.
Od października 1976 roku Maron spotkała się wielokrotnie z pracownikami Stasi (Ministerstwa Bezpieczeństwa Państwowego NRD), jednak nigdy nie zobowiązała się do konspiracyjnej współpracy. W 1977 Maron mogła podróżować jako osoba kontaktowa Głównego Zarządu Wywiadu do Berlina Zachodniego. Napisała dla pracowników Stasi dwa raporty: o podróży do Berlina Zachodniego i stałej misji w Berlinie Wschodnim. Współpraca Maron ze Stasi trwała prawie dwa lata. W dokumentach Federalnego Urzędu ds. Akt Stasi (pot. Instytut Gaucka) znajduje się 50 stron dokumentów potwierdzających, że Maron podjęła współpracę w latach 1976–1978 ze Stasi i dla niej donosiła o obywatelach Niemiec Zachodnich, dyplomatach i dziennikarzach. Otrzymała pseudonim „Mitsu”.
Stasi zerwało z nią kontrakt i nakazało monitorowanie i śledzenie Maron. Do jej wyjazdu w 1988 roku była pod ciągłym nadzorem.  
W 1981 roku opublikowała swoją pierwszą powieść Flugasche, w której opisuje m.in. swoje doświadczenia jako reporterki przemysłowej w komendzie chemicznej w NRD. Flugasche była pierwszą książką o środowisku w NRD, w której otwarcie zostali napiętnowani sprawcy zanieczyszczeń. Ze względu na krytykujące treści książka Maron nie mogła ukazać się w NRD. Powieść nie mogła się ukazać w tamtym czasie, dlatego została opublikowana w RFN w 1981 roku przez wydawnictwo S. Fischer. Od tamtej pory Maron napisała kilkanaście powieści oraz innych tekstów, takich jak eseje i opowiadania. Szczególne zainteresowanie zdobyła powieść Animal triste z 1996 roku. 
Po rosnącej alienacji w 1988 roku wyjechała wraz z mężem, naukowcem Wilhelmem Tappe i ich synem Jonasem po otrzymaniu trzyletniej wizy do RFN. Do 1992 roku mieszkała w Hamburgu, a następnie przeniosła się z powrotem do Berlina.
Od 2012 roku Maron napisała wiele artykułów krytykujących islam. W jednym podkreśla „Politycy muszą pokazać granice muzułmanom”. Zwróciła uwagę na to, że świecka konstytucja wymaga równego traktowania wszystkich wspólnot religijnych, także skupienie się tylko na islamie jako na „wyczerpującej” i „w rezultacie ubogiej”, nie zostało uzasadnione na Islamskiej Konferencji. To właśnie ta krytyka na Konferencji Islam 2014 sprowokowała aktora Murata Topala do sprzeciwu, który odpowiedział na artykuł Maron: „Oto najlepszy przykład na to, jak kiczowata i krzykliwa jest tak zwana debata na temat Islamu w Niemczech, której nie jest się w stanie obecnie ocenić”.
Wraz z kolegą pisarzem Peterem Schneiderem, z którym odwiedziła Drezno w poniedziałek przed Bożym Narodzeniem w 2014 roku, aby przedstawić własne zdanie na temat demonstracji PEGIDA. Następnie nakreśla w artykułach, że „PEGIDA nie jest chorobą, PEGIDA jest objawem” oraz stwierdziła, że „chwalimy otwarte społeczeństwo i odmawiamy otwartej dyskusji”.

## Teksty literackie

### Powieści
- Popiół lotny (Flugasche), 1981
- Die Überläuferin, 1986
- Stille Zeile Sechs, 1991
- Animal triste, 1996
- Pawels Briefe. Eine Familiengeschichte, 1999 (polskie wydanie Listy Pawła. Historia pewnej rodziny, 2011)
- Endmoränen, 2002
- Ach Glück, 2007
- Zwischenspiel, 2013
- Munin oder Chaos im Kopf, 2018,

### Opowiadania
- Das Missverständnis, 1982

### Dzieła teatralne
- Ada und Evald, 1983

### Eseje i artykuły
- „Nach Maßgabe meiner Begreifungskraft”, 1993
- „quer über die Gleise. Essays, Artikel, Zwischenrufe”, 2000
- „Geburtsort Berlin”, 2003
- „Wie ich ein Buch nicht schreiben kann und es trotzdem versuche”, 2005
- „Bitterfelder Bogen. Ein Bericht”, 2009
- „Zwei Brüder. Gedanken zur Einheit 1989 bis 2009”, 2010

Teksty Moniki Maron zostały przetłumaczone na język angielski, francuski, włoski, japoński, koreański, chorwacki, holenderski, polski, rosyjski, hiszpański i portugalski.

## Nagrody i wyróżnienia
- Nagroda literacka Irmgardy Heilmann (Irmgard-Heilmann-Literaturpreis) 1990
- Nagroda Braci Grimm (Brüder-Grimm-Preis der Stadt Hanau) Hanau 1991
- Nagroda Kleista (Kleist-Preis) 1992
- Nagroda literacka Solothurner (Solothurner Literaturpreis) 1994
- Medal Pamięci Roswithy (Roswitha-Preis) Bad Gandersheim 1994
- Nagroda literacka Niemieckiego Stowarzyszenia Bibliotek Ewangelickich (Evangelischer Buchpreis) 1995
- Nagroda Friedricha Hölderlina (Friedrich-Hölderlin-Preis) Bad Homburg 2003
- Medal Carla Zuckmayera (Carl-Zuckmayer-Medaille) Rheinland Pfalz 2003
- Wykłady poetyckie na Uniwersytecie we Frankfurcie nad Menem (Frankfurter Poetik-Vorlesungen) 2005
- Pisarka Miejska miasta Mainz (Mainzer Stadtschreiber) 2009
- Niemiecka Nagroda Narodowa (Deutscher Nationalpreis) 2009
- Nagroda Humanistyczna (Humanismus-Preis des Deutschen Altphilologenverbandes) 2010
- Nagroda Lessinga (Lessing-Preis des Freistaates Sachsen) 2011

## Eseje w wersji niemieckojęzycznej (online)
- Warum der Islam nicht zu Deutschland gehört, welt.de, 23.04.2012
- Das Licht des Wissens. Was von Lessing und Moses Mendelssohn über den Umgang mit dem Islam zu lernen ist. Mowa z okazji otrzymania Nagrody Lessinga 2011. Der Spiegel 4/2011 z 24.01. 2011
- Bin ich vielleicht verrückt geworden? Der Spiegel 34/2013 z 19.08.2013